# 양동시장역

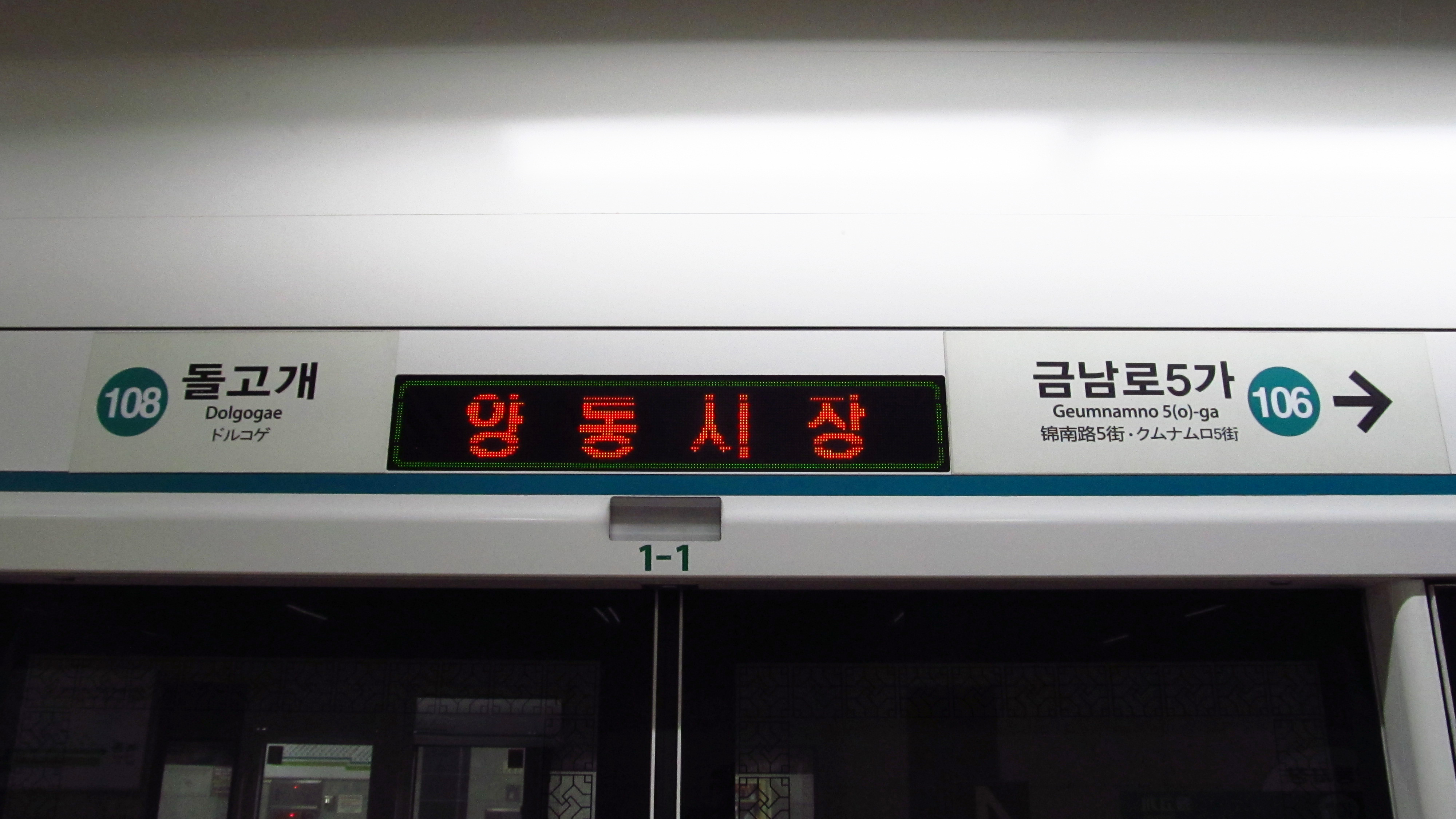
스크린도어

양동시장역(Yangdong Market station, 良洞市場驛)은 대한민국 광주광역시 서구 양동에 있는 광주 도시철도 1호선의 지하철역이다. 인근에 전통시장인 양동시장이 있다. 광주천 하저터널로 금남로5가역과 연결된다.

## 역 구조
2면 2선의 상대식 승강장을 가진 지하역이다.승강장에는 스크린도어가 설치되어 있다.

### 승강장
| 금남로5가 ↑ |
| \| 상       |
| ↓ 돌고개    |

| 상행 | ● 광주 도시철도 1호선 | 녹동 방면 |
| 하행 | ● 광주 도시철도 1호선 | 평동 방면 |

## 역 주변
- 1번출구

양동시장 · 금호아파트 · (주)넥스트  · 양동시장북개상가
- 2번출구

양동시장 · 광주MBC
- 3번출구

양동치안센터 · 광주양동초등학교 · 광주 서구장애인복지관
- 4번출구

유동사거리 · 임동사거리  ·양동행정복지센터 · 광주북성중학교  ·광주은행북부지점

## 승차량 변동
2006년까지의 양은 홈페이지를 통해 공개된 바는 없다.
| 역 노선 | 승차 인원 | 승차 인원 | 승차 인원 | 승차 인원 | 승차 인원 | 승차 인원 | 승차 인원 | 승차 인원 | 승차 인원 | 승차 인원 | 승차 인원 |
| 역 노선 | 2007년    | 2008년    | 2009년    | 2010년    | 2011년    | 2012년    | 2013년    | 2014년    | 2015년    | 2016년    | 2017년    |
| ------- | --------- | --------- | --------- | --------- | --------- | --------- | --------- | --------- | --------- | --------- | --------- |
| 1호선   | 1849      | 1988      | 2317      | 2394      | 2439      | 2467      | 2444      | 2398      | 2409      | 2426      | 2392      |

## 인접한 역
| 광주 도시철도 1호선     | 광주 도시철도 1호선   | 광주 도시철도 1호선  |
| ----------------------- | --------------------- | -------------------- |
| 106 금남로5가 녹동 방면 | ● 광주 도시철도 1호선 | 108 돌고개 평동 방면 |